# بروك ميلر
بروك ميلر (بالإنجليزية: Brooke Miller)‏ مواليد 21 مارس 1976 في هونتينغتون بيتش، الولايات المتحدة، هو دراج أمريكي سابق في صنف سباق الدراجات على الطريق.

## وصلات خارجية
- الموقع الرسمي

## روابط خارجية
- بروك ميلر على موقع الاتحاد الدولي للدراجات (الإنجليزية)
- بروك ميلر على موقع أرشيف الدراجات (الإنجليزية)
- بروك ميلر على موقع إحصائيات الدراجات الإحترافية (الإنجليزية)
- بروك ميلر على موقع نسبة الدراجات (الإنجليزية)